# Хавунка Андрій Васильович
Андрій Васильович Хавунка (нар. 9 березня 1967, Кривий Ріг, Дніпропетровська область) — український співак (бард). Народний артист України (2019). Гітарист і вокаліст, один із найкращих виконавців авторської пісні у середовищі громадської організації «Студентське братство Львівської політехніки». Активний учасник Революції на граніті. Учасник вокального ансамблю «Орфей».

## Біографія
Народився 9 березня 1967 року у Кривому Розі.
Закінчив Національний університет «Львівська політехніка». Вступив на вокальний факультет Львівської національної музичної академії ім. М.Лисенка. З 2002 працює у вокальному ансамблі «Орфей».

## Творчість
Пісні:
- «Чорні круки»
- «Літа минають»
- «Чи ти варта того?»
- «Хмари грізніше зійшлися над головою»
- «Задивляюсь у твої зіниці»
- «В повномісячну ніч»
- «Вечір і раді свічі»
- «Дівчино кохана, йди сядь коло мене»
- «Лелека»
- «Найгірше — це обман у собі»
- «Насняться білі весни, аж серце лебедіє…»
- «Пробач, якщо зумієш, за образу»
- «Рушничок»
- «Стомлене місто вже спить»
- «Тихо, там чути лет качок»
- «Чорна рада»
- «Чорний ворон»
- «Ярина»
- Із полону, з-під Ізмаїлу